# Złoty Medal Królewskiego Towarzystwa Astronomicznego

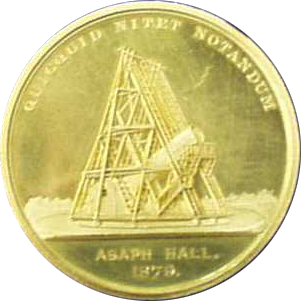
Złoty Medal Królewskiego Towarzystwa Astronomicznego

Złoty Medal jest najwyższym wyróżnieniem nadawanym przez Królewskie Towarzystwo Astronomiczne.
Początkowo medale nadawano w zależności od dokonywanych odkryć, nawet kilka w ciągu roku, ale w 1833 roku zdecydowano przyznawać każdego roku tylko jedno wyróżnienie. Stało się to przyczyną konfliktu, gdy w 1846 roku położenie dotychczas nieznanej planety – Neptuna – wyznaczyło niezależnie dwóch uczonych, Anglik John Couch Adams oraz Francuz Urbain Le Verrier. Obydwa państwa rościły sobie prawa do odkrycia i wobec braku porozumienia w 1847 r. medalu nie przyznano.
Spór zażegnano, nadając rok później specjalne medale „okolicznościowe” 12 różnym osobom, w tym Adamsowi i Le Verrierowi, po czym powrócono do jednego wyróżnienia rocznie. Odkrywcy Neptuna otrzymali własne złote medale dopiero w latach 1866 i 1868.
Do 1963 roku medale nadawano w zwykłym trybie, z wyjątkiem lat 1867 i 1886 kiedy przyznano dwa wyróżnienia oraz kilku lat gdy nie przyznano ich wcale. Od 1964 r. Królewskie Towarzystwo Astronomiczne nadaje corocznie dwa złote medale, jeden za osiągnięcia z dziedziny astronomii, drugi – z geofizyki.

## Laureaci
Złoty Medal Królewskiego Towarzystwa Astronomicznego otrzymali:

- 1824: Charles Babbage, Johann Franz Encke
- 1826: John Herschel, James South, Friedrich Georg Wilhelm Struve
- 1827: Francis Baily
- 1828: Thomas Makdougall Brisbane, James Dunlop, Caroline Herschel
- 1829: William Pearson, Friedrich Wilhelm Bessel, Heinrich Christian Schumacher
- 1830: William Richardson, Johann Franz Encke
- 1831: Henry Kater, Marie-Charles Damoiseau
- 1833: George Biddell Airy
- 1835: Manuel J. Johnson
- 1836: John Herschel
- 1837: Otto A. Rosenberger
- 1839: John Wrottesley
- 1840: Giovanni Plana
- 1841: Friedrich Wilhelm Bessel
- 1842: Peter Andreas Hansen
- 1843: Francis Baily
- 1845: William Henry Smyth
- 1846: George Biddell Airy
- 1849: William Lassell
- 1850: Otto Wilhelm von Struve
- 1851: Annibale de Gasparis
- 1852: Christian August Friedrich Peters
- 1853: John Russell Hind
- 1854: Charles Rümker
- 1855: William Rutter Dawes
- 1856: Robert Grant
- 1857: Heinrich Schwabe
- 1858: Robert Main
- 1859: Richard Christopher Carrington
- 1860: Peter Andreas Hansen
- 1861: Hermann Goldschmidt
- 1862: Warren de la Rue
- 1863: Friedrich Wilhelm Argelander
- 1865: George Bond
- 1866: John Couch Adams
- 1867: William Huggins, William Allen Miller
- 1868: Urbain Le Verrier
- 1869: Edward James Stone
- 1870: Charles-Eugène Delaunay
- 1872: Giovanni Schiaparelli
- 1874: Simon Newcomb
- 1875: Heinrich d’Arrest
- 1876: Urbain Le Verrier
- 1878: Ercole Dembowski
- 1879: Asaph Hall
- 1881: Axel Möller
- 1882: David Gill
- 1883: Benjamin Apthorp Gould
- 1884: Andrew Ainslie Common
- 1885: William Huggins
- 1886: Edward Charles Pickering, Charles Pritchard
- 1887: George William Hill
- 1888: Arthur Auwers
- 1889: Maurice Loewy
- 1892: George Howard Darwin
- 1893: Hermann Karl Vogel
- 1894: S. W. Burnham
- 1895: Isaac Roberts
- 1896: Seth Carlo Chandler
- 1897: Edward Emerson Barnard
- 1898: William Frederick Denning
- 1899: Frank McClean
- 1900: Henri Poincaré
- 1901: Edward Charles Pickering
- 1902: Jacobus Kapteyn
- 1903: Hermann von Struve
- 1904: George Ellery Hale
- 1905: Lewis Boss
- 1906: William Wallace Campbell
- 1907: Ernest William Brown
- 1908: David Gill
- 1909: Oskar Backlund
- 1910: Friedrich Küstner
- 1911: Philip Herbert Cowell
- 1912: Arthur Robert Hinks
- 1913: Henri-Alexandre Deslandres
- 1914: Max Wolf
- 1915: Alfred Fowler
- 1916: John L. E. Dreyer
- 1917: Walter Sydney Adams
- 1918: John Evershed
- 1919: Guillaume Bigourdan
- 1921: Henry Norris Russell
- 1922: James Hopwood Jeans
- 1923: Albert A. Michelson
- 1924: Arthur Eddington
- 1925: Frank Watson Dyson
- 1926: Albert Einstein
- 1927: Frank Schlesinger
- 1928: Ralph Allen Sampson
- 1929: Ejnar Hertzsprung
- 1930: John Stanley Plaskett
- 1931: Willem de Sitter
- 1932: Robert Grant Aitken
- 1933: Vesto Slipher
- 1934: Harlow Shapley
- 1935: Edward Arthur Milne
- 1936: Hisashi Kimura
- 1937: Harold Jeffreys
- 1938: William Hammond Wright
- 1939: Bernard Lyot
- 1940: Edwin Hubble
- 1943: Harold Spencer Jones
- 1944: Otto Struve
- 1945: Bengt Edlen
- 1946: Jan Oort
- 1947: Marcel Minnaert
- 1948: Bertil Lindblad
- 1949: Sydney Chapman
- 1950: Joel Stebbins
- 1951: Anton Pannekoek
- 1952: John Jackson
- 1953: Subramanyan Chandrasekhar
- 1954: Walter Baade
- 1955: Dirk Brouwer
- 1956: Thomas George Cowling
- 1957: Albrecht Unsöld
- 1958: André Danjon
- 1959: Raymond Arthur Lyttleton
- 1960: Wiktor Ambarcumian
- 1961: Herman Zanstra
- 1962: Bengt Strömgren
- 1963: Harry Hemley Plaskett
- 1964: Martin Ryle, Maurice Ewing
- 1965: Edward Bullard, Gerald Maurice Clemence
- 1966: Ira Sprague Bowen, Harold Clayton Urey
- 1967: Hannes Alfvén, Allan Rex Sandage
- 1968: Fred Hoyle, Walter Munk
- 1969: Albert T. Price, Martin Schwarzschild
- 1970: Horace Babcock
- 1971: Frank Press, Richard van der Riet Woolley
- 1972: Hal Thirlaway, Fritz Zwicky
- 1973: Francis Birch, Edwin Salpeter
- 1974: Ludwig Biermann, Keith E. Bullen
- 1975: Jesse Greenstein, Ernst Öpik
- 1976: William McCrea, John A. Ratcliffe
- 1977: David R. Bates, John G. Bolton
- 1978: Lyman Spitzer, James Van Allen
- 1979: Leon Knopoff, C. G. Wynne
- 1980: Chaim L. Pekeris, Maarten Schmidt
- 1981: James F. Gilbert, Bernard Lovell
- 1982: Riccardo Giacconi, Harrie Massey
- 1983: M. J. Seaton, Fred Whipple
- 1984: S. K. Runcorn, Jakow Borysowicz Zeldowicz
- 1985: Thomas Gold, Stephen Hawking
- 1986: George E. Backus, Alexander Dalgarno
- 1987: Takesi Nagata, Martin Rees
- 1988: Don L. Anderson, Cornelis de Jager
- 1989: Raymond Hide, Ken Pounds
- 1990: James W. Dungey, Bernard Pagel
- 1991: Witalij Ginzburg, G. J. Wasserburg
- 1992: Dan P. McKenzie, Eugene N. Parker
- 1993: Peter Goldreich, Donald Lynden-Bell
- 1994: James E. Gunn, Thomas R. Kaiser
- 1995: John T. Houghton, Rashid Sunyaev
- 1996: Kenneth Creer, Vera Rubin
- 1997: Donald Farley, Donald Osterbrock
- 1998: Robert L. Parker, James Peebles
- 1999: K. Budden, Bohdan Paczyński
- 2000: Leon Lucy, Robert Hutchinson
- 2001: Hermann Bondi, Henry Rishbeth
- 2002: Leon Mestel, J. A. Jacobs
- 2003: John Bahcall, David Gubbins
- 2004: Jeremiah Ostriker, Grenville Turner
- 2005: Margaret Burbidge, Geoffrey Burbidge, Carole Jordan
- 2006: Simon White, Steven Cowley
- 2007: John L. Culhane, Nigel O. Weiss
- 2008: Joseph Silk, B. Kennett
- 2009: David Williams, Eric Priest
- 2010: Douglas Gough, John Woodhouse
- 2011: Richard Ellis, Eberhard Gruen
- 2012: Andy Fabian, John Brown
- 2013: Roger Blandford, Chris Chapman
- 2014: Carlos Frenk, John Zarnecki
- 2015: Michel Mayor, Mike Lockwood
- 2016: John D. Barrow, Philip England
- 2017: Nick Kaiser, Michele Dougherty
- 2018: James Hough, Robert White
- 2019: Robert Kennicutt, Margaret Kivelson
- 2020: Sandra Moore Faber, Yvonne Elsworth
- 2022: George Efstathiou
- 2023: John A. Peacock, Timothy Palmer
- 2024: Gilles Chabrier, John-Michael Kendall
- 2025: James Binney, Jonathan Tennyson

## Srebrne medale
Srebrne medale RAS zostały przyznane w latach 1824 i 1827:
- 1824 Charles Rümker, Jean-Louis Pons
- 1827 William Samuel Stratford, Mark Beaufoy

## Medale uznania
W latach 1846 i 1848 przyznano medale uznania RAS (ang. Testimonial Medals):
- 1846 John Herschel, John Russell Hind, John William Lubbock, Urbain Le Verrier, Maxmilian Weisse
- 1848 John Couch Adams, George Biddell Airy, Friedrich Wilhelm August Argelander, George Bishop, Peter Andreas Hansen, Karl Ludwig Hencke